# Heinrich Stark (Jurist)
Heinrich Stark (* 15. Mai 1928; † 29. November 2023) war ein deutscher Jurist und Richter am Bundessozialgericht.

## Werdegang
Stark studierte Rechtswissenschaften an der Freien Universität Berlin. Im März 1952 bestand er die Erste, im November 1956 die Zweite Juristische Staatsprüfung. Anschließend war Stark zunächst für kurze Zeit als Rechtsanwalt tätig. Im September 1957 trat er in den höheren Justizdienst ein und wurde im Oktober 1959 zum Richter am Landessozialgericht ernannt.
Im Juni 1976 wurde Stark zum Richter am Bundessozialgericht ernannt. Dort wurde er dem 4. Senat zugewiesen, der für Rechtsstreitigkeiten aus den Gebieten der Rentenversicherung der Arbeiter und Angestellten sowie der Kriegsopfer- und Soldatenversorgung zuständig ist. Im Januar 1988 wurde Stark stellvertretender Vorsitzender dieses Senats.
Stark war 5 Jahre Mitglied im Gemeinsamen Senat der obersten Gerichtshöfe des Bundes und seit 1990 Mitglied des Großen Senats des Bundessozialgerichts.
Ende Juni 1992 trat Stark vorzeitig in den Ruhestand.

## Nachweise
1. ↑  Traueranzeige Heinrich Stark
2. ↑  Medieninformation des Bundessozialgerichts Nr. 20/08 vom 14. Mai 2008 (Memento des Originals vom 26. November 2015 im Internet Archive)  Info: Der Archivlink wurde automatisch eingesetzt und noch nicht geprüft. Bitte prüfe Original- und Archivlink gemäß Anleitung und entferne dann diesen Hinweis.

| Personendaten    | Personendaten                            |
| ---------------- | ---------------------------------------- |
| NAME             | Stark, Heinrich                          |
| KURZBESCHREIBUNG | deutscher Richter am Bundessozialgericht |
| GEBURTSDATUM     | 15. Mai 1928                             |
| STERBEDATUM      | 29. November 2023                        |